# Kościół Najświętszych Imion Jezusa i Maryi w Katowicach
Kościół Najświętszych Imion Jezusa i Maryi w Katowicach – rzymskokatolicki kościół parafialny pod wezwaniem Najświętszych Imion Jezusa i Maryi przy ul. Jana Przyklinga w katowickiej dzielnicy Załęska Hałda-Brynów.
Odpusty przypadają 1 stycznia i 12 września.

## Historia
Starania o budowę nowej świątyni podjął ks. Paweł Lubos, który został pierwszym duszpasterzem w nowo utworzonej kuracji w grudniu 1951 roku. Autorem projektu był architekt Karol Gierlotka. Poświęcenia dokonał bp Herbert Bednorz 24 grudnia 1957 roku. W 1996 roku wzniesiono dzwonnicę. Brynowskie dzwony to: św. Wojciech, św. Barbara i św. Franciszek, ufundowane przez Barbarę i Wojciecha Kilarów. W 1999 roku sprowadzono z kościoła ewangelickiego w Hamburgu-Steinbecku organy firmy Marcussen & Søn. Organy były wykonane w 1883 roku.